# Tombe de Boschetti
Pour les articles homonymes, voir Boschetti.

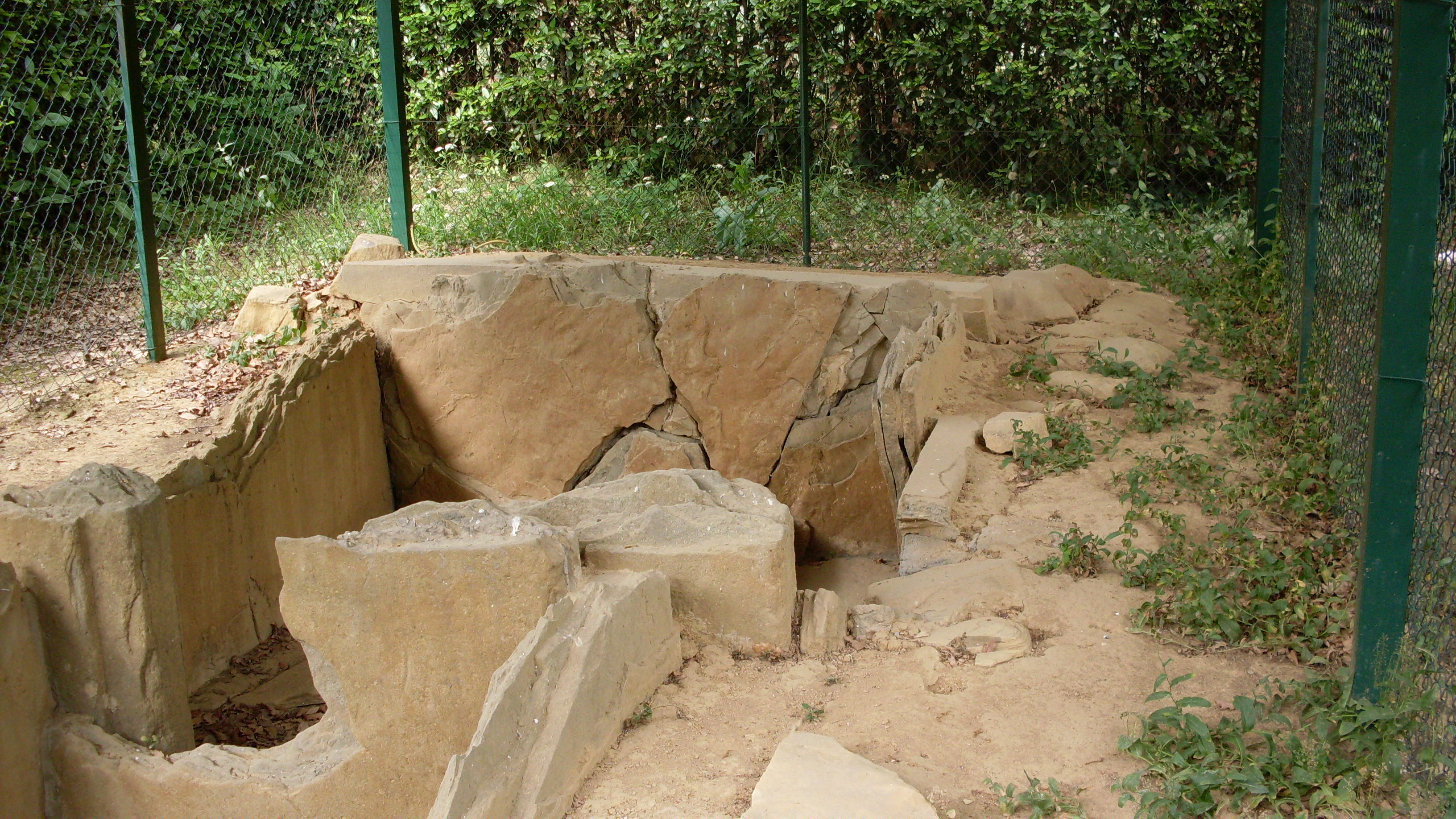
Autre image de la sépulture

La tombe de Boschetti (en italien, Tomba di Boschetti) est une tombe étrusque  située près du cimetière de Comeana, frazione de la commune de  Carmignano, en Province de Prato (Toscane).

## Histoire
La tombe de Boschetti a été découverte en 1965 à la suite de travaux agricoles qui ont mis au jour des vestiges. Les archéologues ont entrepris rapidement des fouilles.

## Description
La tombe, de type archaïque, est de dimensions modestes. Son toit a été perdu et il ne reste qu'une hauteur de murs d'environ 1 m environ.
Un petit dromos découvert menait à un petit vestibule rectangulaire large de 1,41 m et long de 1,26 m. Le pavement était composé d'une seule plaque de pierre en grès et les parois étaient constituées de grandes plaques plantées verticalement dans le sol. 
L'entrée de la tombe était aussi fermée par une grande plaque. Une autre plaque comportant les signes d'une ancienne effraction fermait la chambre funéraire de forme carrée (2,10 m × 2,40 m) dont les parois ont été aussi réalisées à l'aide de plaques de pierre en grès d'origine locale. La cellule funéraire est pavée à l'aide de plaques de formes polygonales bien conservées, coupées et assemblées de manière parfaite.
La tombe, comme le démontre l'ouverture irrégulière pratiquée sur la partie supérieure droite d'une des plaques de fermeture, a été probablement violée et pillée à l'époque romaine
Les objets récupérés pendant les fouilles, des fragments de collier en verre bleu, ambre, os, pointe de lance, fibule en fer, restes d'épée avec poignée en ivoire ainsi que de nombreux vases en céramique à figures noires et rouges sont exposés au musée archéologique d'Artimino. 
L'objet le plus remarquable est une pyxide d'ivoire cylindrique sculptée obtenue à partir d'une seule défense d'éléphant.

## Sources
- (it) Cet article est partiellement ou en totalité issu de l’article de Wikipédia en italien intitulé « Tomba di Boschetti » (voir la liste des auteurs).